# Aérodrome du nord-est de la Floride
L' aérodrome du nord-est de la Floride (code IATA : UST • code OACI : KSGJ • code FAA : SGJ), anciennement aérodrome Saint-Augustine, est situé à 6 km au nord de Saint Augustine, comté de Saint Johns, Floride. Il est détenu par le Saint-Augustine – St Johns County Airport Authority.
La plupart des aéroports des États-Unis utilisent les mêmes trois lettres de l'indicateur d'emplacement de la FAA et de l'AITA, mais cet aéroport est connu sous SGJ pour la FAA et UST pour l'AITA, qui a attribué SGJ à Sagarai, Papouasie-Nouvelle-Guinée.

## Situation
| Daytona Beach Fort Lauderdale Fort Myers Gainesville Jacksonville Key West Orlando-Melbourne Miami Orlando Orlando-Sanford Panama City Pensacola Punta Gorda Sarasota-Bradenton St. Augustine St. Petersburg-Clearwater Tallahassee Tampa Valparaiso Palm Beach Naples Vero Beach |

## Compagnies aériennes et destinations

### Passager
| Compagnies        | Destinations            |
| ----------------- | ----------------------- |
| Frontier Airlines | En saison: Philadelphie |
| ViaAir            | Charlotte-Douglas       |